# Бодокена (микрорегион)

Бодокена на карте.

Бодокена (порт. Microrregião de Bodoquena) — микрорегион в Бразилии, входит в штат Мату-Гросу-ду-Сул. Составная часть мезорегиона Юго-запад штата Мату-Гроссу-ду-Сул. Население составляет 105 254	человека (на 2010 год). Площадь — 22 610,498	км². Плотность населения — 4,66	чел./км².

## Демография
Согласно сведениям, собранным в ходе переписи 2010 г. Национальным институтом географии и статистики (IBGE), население микрорегиона составляет:						
| Полное население                             | Полное население                             | Полное население                             | Полное население                             | 105 254 |
| -------------------------------------------- | -------------------------------------------- | -------------------------------------------- | -------------------------------------------- | ------- |
| в том числе:                                 | Городское население                          | 82 684                                       | Процент городского населения, %              | 78,56   |
|                                              | Сельское население                           | 22 570                                       | Процент сельского населения, %               | 21,44   |
|                                              | Мужское население                            | 53 360                                       | Процент мужского населения, %                | 50,70   |
|                                              | Женское население                            | 51 894                                       | Процент женского населения, %                | 49,30   |
| Плотность населения, чел/км²                 | Плотность населения, чел/км²                 | Плотность населения, чел/км²                 | Плотность населения, чел/км²                 | 4,66    |
| Население микрорегиона в % к населению штата | Население микрорегиона в % к населению штата | Население микрорегиона в % к населению штата | Население микрорегиона в % к населению штата | 4,30    |

## Статистика
- Валовой внутренний продукт на 2005 год составляет 962 332 000,00 реалов (данные: Бразильский институт географии и статистики).
- Валовой внутренний продукт на душу населения на 2005 год составляет 6691,42 реал (данные: Бразильский институт географии и статистики).
- Индекс развития человеческого потенциала на 2000 год составляет 0,750 (данные: Программа развития ООН).

## Состав микрорегиона
В составе микрорегиона включены следующие муниципалитеты:
1. Бела-Виста
2. Бодокена
3. Бониту
4. Каракол
5. Гиа-Лопис-да-Лагуна
6. Жардин
7. Ниуаки